# Fire Twister
Pour plus de détails, voir Fiche technique et Distribution.
Fire Twister est un film américain réalisé par George Erschbamer, sorti en 2015.

## Synopsis
Scott Nylander, un ancien pompier, et un groupe d'écologistes s'approchent d'un silo et se rendent que celui-ci est piégé. Une bombe explose est déclenche une tornade de feu qu'ils doivent affronter.

## Fiche technique
- Titre : Fire Twister
- Réalisation : George Erschbamer
- Scénario : Larry Bain
- Musique : David Findlay
- Montage : Kristina Hamilton-Grobler
- Production : Kirk Shaw, Devi Singh, Stan Spry et Eric Scott Woods
- Société de production : Cinetel Films, Odyssey Media et The Cartel
- Pays :  États-Unis et  Canada
- Genre : Catastrophe et science-fiction
- Durée : 85 minutes
- Dates de sortie : 
  -  Pays-Bas : 21 juin 2015

## Distribution
- Casper Van Dien : Scott
- Lisa Davis : Carla
- Johnny Hawkes : Jason
- Leah Bateman : Barbie
- Jon Mack : V
- Jeff Clarke : Anthony
- Jacob Chambers : Huey
- Benjamin Easterday : Louie
- Bryan Rasmussen : Logan
- Joe Regalbuto : Mitch
- Tom DeTrinis : Shane
- Brandy Redd : Jane

## Accueil
The Movie Scene a donné au film la note de 1/5.